# Kaluža
Kaluža est un village de Slovaquie situé dans la région de Košice.

## Histoire
Première mention écrite du village en 1336.

## Démographie

### Évolution de la population
| Année:               | 1994. | 2004.   | 2014.   | 2024.    |
| -------------------- | ----- | ------- | ------- | -------- |
| Nombre de personnes: | 343   | 375     | 394     | 481      |
| Différence:          |       | +9,32 % | +5,06 % | +22,08 % |

| Année:               | 2023. | 2024.   |
| -------------------- | ----- | ------- |
| Nombre de personnes: | 472   | 481     |
| Différence:          |       | +1,90 % |

## Politique

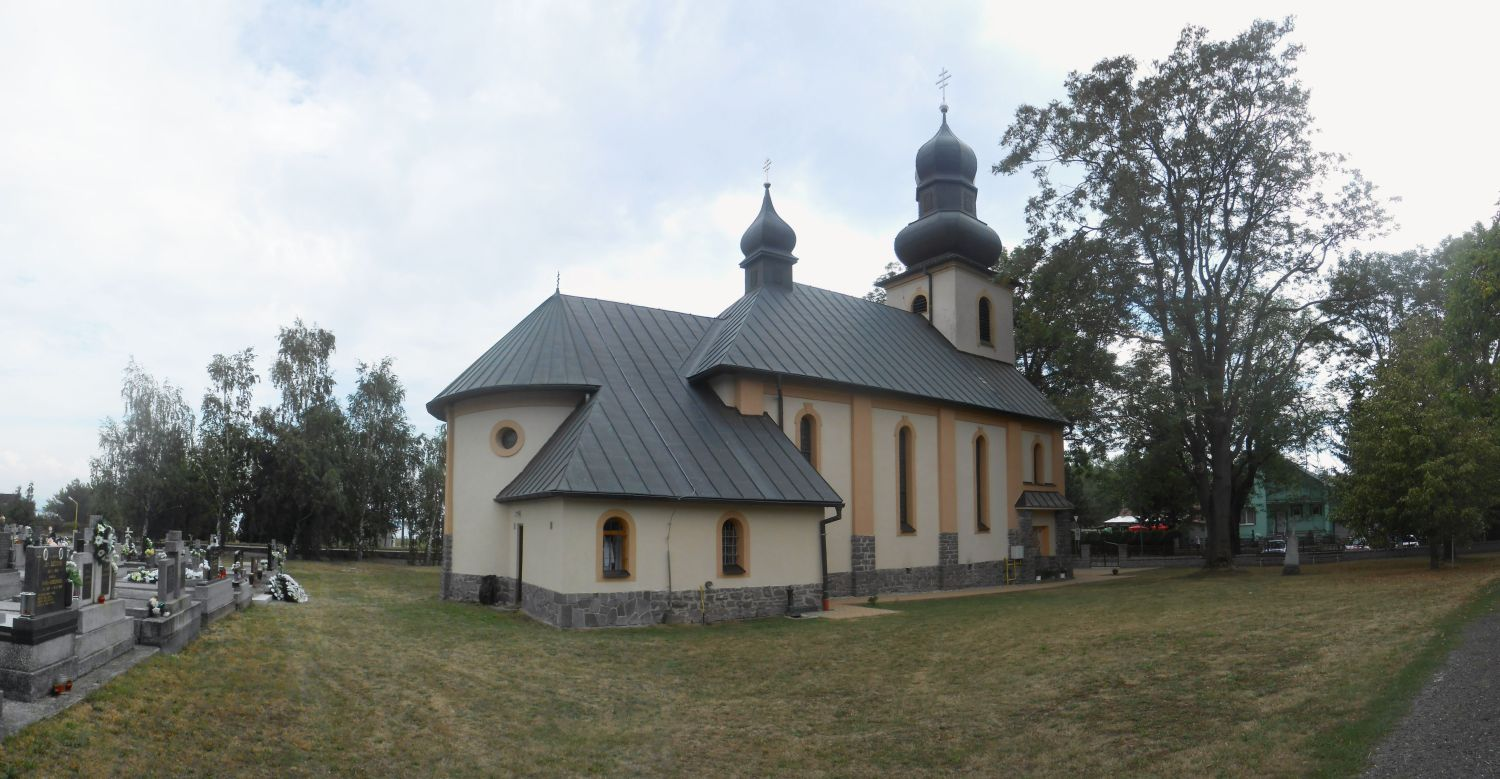
Église Saint-Thomas

| Nom         | Parti politique             | Date de l'élection | Fin du mandat |
| ----------- | --------------------------- | ------------------ | ------------- |
| Ján Čuchran | KDH,SDKÚ-DS,SZ,ĽS-HZDS,SMER | 02.12.2006         | Déc. 2010     |